# Seán Lemass
Seán Francis Lemass (15. juli 1899 – 11. maj 1971) var en irsk politiker fra partiet Fianna Fáil, der var Irlands taoiseach (regeringsleder) fra 1959 til 1966.